# Boreosignum polynesiensis
Boreosignum polynesiensis is een pissebed uit de familie Paramunnidae. De wetenschappelijke naam van de soort is voor het eerst geldig gepubliceerd in 1989 door Müller.